# William Purington Cole
William Purington Cole, Jr., född 11 maj 1889 i Towson, Maryland, död 22 september 1957 i Baltimore, Maryland, var en amerikansk demokratisk politiker och jurist. Han var ledamot av USA:s representanthus 1927–1929 och 1931–1942.
Cole studerade till ingenjör med inriktningen väg- och vattenbyggnadsteknik (civil engineer) vid Maryland Agricultural College (numera University of Maryland). År 1912 avlade han sedan juristexamen och inledde därefter sin karriär som advokat. Han deltog som officer i första världskriget.
Cole efterträdde 1927 Millard Tydings som kongressledamot och efterträddes 1929 av Linwood Clark. I kongressvalet 1930 besegrade han sedan republikanen Clark och tillträdde 1931 på nytt som kongressledamot. Cole avgick den 26 oktober 1942 för att tillträda som domare vid United States Customs Court (en domstol som år 1980 blev ersatt av United States Court of International Trade) President Harry S. Truman utnämnde 1952 Cole till en appellationsdomstol, United States Court of Customs and Patent Appeals. Cole avled 1957 och gravsattes på Arlingtonkyrkogården.